# بتا کاروتن ایزومراز
بتا کاروتن ایزومراز  نوعی آنزیم است که واکنش شیمیایی زیر را کاتالیز میکند:
all-trans-beta-carotene {\displaystyle \rightleftharpoons } 9-cis-beta-carotene
این آنزیم در مسیری که به ساخت استریگولاکتون ها strigolactones می انجامد, نقش بازی میکند. 